# Ronde van Spanje 2024/Negende etappe
De negende etappe van de Ronde van Spanje 2024 werd op 25 augustus verreden van Motril naar Granada. Het was een heuvelrit over 179 kilometer.
De Brit Adam Yates UAE Team Emirates heeft de negende etappe van de Vuelta op indrukwekkende wijze gewonnen. Op de voorlaatste klim op 58 kilometer van de streep ging Yates in de aanval en kwam alleen aan in Granada. Ook medeaanvaller Richard Carapaz won tijdswinst op de rodetruidrager Ben O'Connor, die op zijn buurt bonificatieseconden nam op favoriet Primož Roglič. De Spanjaard Enric Mas heeft dan weer de schik van de dag beleefd in de afdaling van de Alto de Hazallanas waarbij hij nauwelijks recht bleef. 

## Uitslag
| Archidona – Córdoba (179 km) |                  |                            |          |
| Plaats                       | Naam             | Ploeg                      | Tijd     |
| Winnaar                      | Adam Yates       | UAE Team Emirates          | 4u42'28" |
| 2                            | Richard Carapaz  | EF Education-EasyPost      | 1'39"    |
| 3                            | Ben O'Connor     | Decathlon AG2R La Mondiale | +3'45"   |
| 4                            | Mikel Landa      | Soudal Quick-Step          | z.t.     |
| 5                            | Florian Lipowitz | Red Bull-BORA-hansgrohe    | + 21"    |
| 6                            | Pavel Sivakov    | UAE Team Emirates          | z.t.     |
| 7                            | Carlos Rodríguez | INEOS Grenadiers           | z.t.     |
| 8                            | Primož Roglič    | Red Bull-BORA-hansgrohe    | z.t.     |
| 9                            | David Gaudu      | Groupama-FDJ               | z.t.     |
| 10                           | Enric Mas        | Movistar                   | z.t.     |

| Algemeen klassement |                   |                            |           |
| Plaats              | Naam              | Ploeg                      | Tijd      |
| Rode trui           | Ben O'Connor      | Decathlon AG2R La Mondiale | 36u09'36" |
| 2                   | Primož Roglič     | Red Bull-BORA-hansgrohe    | + 3'53"   |
| 3                   | Richard Carapaz   | EF Education-EasyPost      | + 4'32"   |
| 4                   | Enric Mas         | Movistar                   | + 4'35"   |
| 5                   | Mikel Landa       | Soudal Quick-Step          | + 5'17"   |
| 6                   | Florian Lipowitz  | Red Bull-BORA-hansgrohe    | + 5'29"   |
| 7                   | Adam Yates        | UAE Team Emirates          | + 5'30"   |
| 8                   | Felix Gall        | Decathlon AG2R La Mondiale | + 5'30"   |
| 9                   | Carlos Rodríguez  | INEOS Grenadiers           | + 6'00"   |
| 10                  | David Gaudu       | Groupama-FDJ               | + 6'32"   |
|                     |                   |                            |           |
| 38                  | Steven Kruijswijk | Visma \| Lease a Bike      | + 38'04"  |

## Nevenklassementen
| Puntenklassement |                |                            |        |
| Plaats           | Naam           | Ploeg                      | Punten |
| Groene trui      | Wout Van Aert  | Visma \| Lease a Bike      | 203    |
| 2                | Kaden Groves   | Alpecin-Deceuninck         | 162    |
| 3                | Pavel Bittner  | Team dsm-firmenich PostNL  | 81     |
| 4                | Primož Roglič  | Red Bull-BORA-hansgrohe    | 66     |
| 5                | Ben O'Connor   | Decathlon AG2R La Mondiale | 65     |
|                  |                |                            |        |
| 41               | Gijs Leemreize | Team dsm-firmenich PostNL  | 15     |

| Bergklassement        |                  |                         |        |
| Plaats                | Naam             | Ploeg                   | Punten |
| Bolletjestrui (blauw) | Adam Yates       | UAE Team Emirates       | 22     |
| 2                     | Primož Roglič    | Red Bull-BORA-hansgrohe | 18     |
| 3                     | David Gaudu      | Groupama-FDJ            | 18     |
| 4                     | Jay Vine         | UAE Team Emirates       | 17     |
| 5                     | Sylvain Moniquet | Lotto Dstny             | 16     |

| Jongerenklassement |                     |                           |           |
| Plaats             | Naam                | Ploeg                     | Tijd      |
| Witte trui         | Florian Lipowitz    | Red Bull-BORA-hansgrohe   | 36u15'05" |
| 2                  | Carlos Rodríguez    | INEOS Grenadiers          | + 31"     |
| 3                  | Mattias Skjelmose   | Lidl-Trek                 | + 1'49"   |
| 4                  | Lennert Van Eetvelt | Lotto Dstny               | + 3'26"   |
| 5                  | Max Poole           | Team dsm-firmenich PostNL | + 31'27"  |
|                    |                     |                           |           |
| 13                 | Thymen Arensman     | INEOS Grenadiers          | + 51'27"  |

| Ploegenklassement |                            |            |
| Plaats            | Ploeg                      | Tijd       |
|                   | UAE Team Emirates          | 108u43'16" |
| 2                 | Decathlon AG2R La Mondiale | + 5'03"    |
| 3                 | Red Bull-BORA-hansgrohe    | + 6'10"    |
| 4                 | Groupama-FDJ               | + 30'01"   |
| 5                 | Israel-Premier Tech        | + 42'35"   |

## Uitvallers
- João Almeida (UAE Team Emirates): niet gestart met COVID-19 besmetting
- Rainer Kepplinger (Bahrain-Victorious): opgave
- Antonio Tiberi (Bahrain-Victorious): opgave door zonnesteek
- Joshua Tarling (INEOS Grenadiers): opgave na valpartij

1e etappe ·
2e etappe ·
3e etappe ·
4e etappe ·
5e etappe ·
6e etappe ·
7e etappe ·
8e etappe ·
9e etappe ·
10e etappe ·
11e etappe ·
12e etappe ·
13e etappe ·
14e etappe ·
15e etappe ·
16e etappe ·
17e etappe ·
18e etappe ·
19e etappe ·
20e etappe ·
21e etappe
Startlijst · Eindstanden · Afbeeldingen